# Courgent
Courgent è un comune francese di 379 abitanti situato nel dipartimento degli Yvelines nella regione dell'Île-de-France.
Il suo territorio è bagnato dal fiume Vaucouleurs.

## Società

### Evoluzione demografica
Abitanti censiti